# Prainha (Caniçal)
A Prainha é uma praia de areia vulcânica situada na freguesia do Caniçal, na ilha da Madeira, em Portugal.